# 五つの赤い風船
五つの赤い風船（いつつのあかいふうせん）は、日本のフォークグループ。

## 概要
1965年に中川イサトが中心となり結成されたPPMスタイル（PPMやキングストン・トリオらのコピーをしていた）の「ザ・ウィンストンズ」が母体。そのグループのマリー役であった藤原秀子が、当時画家だった西岡たかしと知り合い、メンバー全員が西岡の家に出入りするようになる。そして、1966年に西岡を中心として、「ザ・ウィンストンズ」から「五つの赤い風船」に生まれ変わる。
1967年には「第一回ヤマハ・ライト・ミュージック関西大会」に「血まみれの鳩」で出場し、関西大会フォーク部門3位を取っている。ここで知り合った泰政明（後の髙石事務所社長）のはからいで、1968年3月「アンダー・グラウンド音楽会」に出演。彼らにとって初のビッグステージとなったこのコンサートで聴衆を魅了し、その存在を広く知らしめた。この直後、有山じゅんじは抜け、フォーク・キャンパスにいた長野たかしが加入。
この年5月「恋は風に乗って」でシングルデビューし、翌年URCとしては会員制時代の非市販での第一号LPを、1969年2月に高田渡との片面ずつ構成「高田渡/五つの赤い風船」で発表。
1969年8月には早くも2枚目のアルバム「おとぎばなし」が発売される。そのツアーの最中に、「サウンドを作り込んでツアーに臨んでいるのに、イサトが新しく買ったギターを使ってぶち壊しにしてしまった」と中川がガットギターから鉄弦ギターへ変更した（中川本人はずっと鉄弦でやりたかった）ことに西岡が激怒して、そのまま脱退。しかしその人気は益々上昇、新メンバー東祥高も加入し、岡林信康と並ぶ、当時最も支持者の多いアーティストのひとつとなる。
結局、3年間の活動期間に6枚ものアルバムを出し、1972年8月31日、岡林信康ら（脱退した中川イサトも参加している）をゲストに迎えた「ゲームは終わり」で幕を閉じた。
1979年二度のライブのためだけに再結成。
2000年再結成。
1960年代後半から70年代初頭にかけて数多くのヒット曲を発表し初期フォーク・ブームを牽引、若者から絶大な人気を得た。特に西岡と藤原の混声ハーモニーは高い評価を得た。
なお、1975年に結成し、1976年に解散した「五つの赤い風船'75」は事実上別グループである。

## メンバー
- 西岡たかし（結成時より。リーダー）
- 藤原秀子（結成時より）
- 有山じゅんじ（結成時より。すぐに脱退）
- 中川イサト（結成時より。1969年脱退）
- 喜田年亮（1968年脱退）
- 長野たかし（1968年加入）
- 東祥高（1969年加入）

### 五つの赤い風船'75
- 西岡たかし
- 中川イサト
- ながいよう（元ザ・ディランII）
- 金森幸介

### 2000年再結成時
- 西岡たかし(ボーカル・ギター)
- 中川イサト(リードギター)
- 竹田裕美子(キーボード)
- 青木まり子(ボーカル・ギター)

## ディスコグラフィ

### シングル
| 発売日              | 面             | タイトル                                 | 作詞           | 作曲           | 編曲           | レーベル         | 規格           | 規格品番       |
| 五つの赤い風船      | 五つの赤い風船 | 五つの赤い風船                           | 五つの赤い風船 | 五つの赤い風船 | 五つの赤い風船 | 五つの赤い風船   | 五つの赤い風船 | 五つの赤い風船 |
| ------------------- | -------------- | ---------------------------------------- | -------------- | -------------- | -------------- | ---------------- | -------------- | -------------- |
| 1968年5月8日        | A              | 恋は風に乗って                           | 西岡たかし     | 西岡たかし     | 西岡たかし     | ビクター音楽産業 | EP             | SV-1047        |
| 1968年5月8日        | B              | 遠い世界に                               | 西岡たかし     | 西岡たかし     | 西岡たかし     | ビクター音楽産業 | EP             | SV-1047        |
| 1969年5月5日        | A              | 遠い世界に                               | 西岡たかし     | 西岡たかし     | 西岡たかし     | ビクター音楽産業 | EP             | SV-1047        |
| 1969年5月5日        | B              | 恋は風に乗って                           | 西岡たかし     | 西岡たかし     | 西岡たかし     | ビクター音楽産業 | EP             | SV-1047        |
| 1969年11月20日      | A              | 血まみれの鳩                             | 西岡たかし     | 西岡たかし     | 西岡たかし     | URC              | EP             | URS-0016       |
| 1969年11月20日      | B              | まるで洪水のように                       | 西岡たかし     | 西岡たかし     | 西岡たかし     | URC              | EP             | URS-0016       |
| 1971年8月           | A              | 血まみれの鳩                             | 西岡たかし     | 西岡たかし     | 西岡たかし     | URC              | EP             | URT-0060       |
| 1971年8月           | B              | まるで洪水のように                       | 西岡たかし     | 西岡たかし     | 西岡たかし     | URC              | EP             | URT-0060       |
| 1970年4月5日        | A              | 悲しい街角                               | 西岡たかし     | 西岡たかし     | 西岡たかし     | ビクター音楽産業 | EP             | SV-1071        |
| 1970年4月5日        | B              | ささ舟                                   | 西岡たかし     | 西岡たかし     | 西岡たかし     | ビクター音楽産業 | EP             | SV-1071        |
| 1971年6月5日        | A              | 風がなにかを                             | 西岡たかし     | 西岡たかし     | 西岡たかし     | URC              | EP             | URT-0054       |
| 1971年6月5日        | B              | ふる里の言葉は                           | 西岡たかし     | 西岡たかし     | 西岡たかし     | URC              | EP             | URT-0054       |
| 1971年8月           | A              | LORSQUE LE JOUR SE LEVE／風がなにかを･･･ | 加藤ヒロシ     | 西岡たかし     | 西岡たかし     | URC              | EP             | URT-0062       |
| 1971年8月           | B              | L'OEIL／そんな気が･･･                    | 加藤ヒロシ     | 西岡たかし     | 西岡たかし     | URC              | EP             | URT-0062       |
| 1971年              | A              | 恋は風に乗って                           | 西岡たかし     | 西岡たかし     | 西岡たかし     | ビクター音楽産業 | EP             | SF-10          |
| 1971年              | B              | 悲しい街角                               | 西岡たかし     | 西岡たかし     | 西岡たかし     | ビクター音楽産業 | EP             | SF-10          |
| 1971年10月          | A              | 遠い世界に                               | 西岡たかし     | 西岡たかし     | 西岡たかし     | ビクター音楽産業 | EP             | SF-11          |
| 1971年10月          | B              | ささ舟                                   | 西岡たかし     | 西岡たかし     | 西岡たかし     | ビクター音楽産業 | EP             | SF-11          |
| 1972年4月25日       | A              | えんだん                                 | 松本隆         | 西岡たかし     | 西岡たかし     | URC              | EP             | URT-0069       |
| 1972年4月25日       | B              | 小さな夢                                 | 西岡たかし     | 西岡たかし     | 西岡たかし     | URC              | EP             | URT-0069       |
| 1972年5月           | A              | 母の生まれた街                           | 西岡たかし     | 西岡たかし     | Dan Peake      | ビクター音楽産業 | EP             | SF-27          |
| 1972年5月           | B              | ぼくは広野に                             | 西岡たかし     | 長野隆         | Dan Peake      | ビクター音楽産業 | EP             | SF-27          |
| 1979年              | A              | 花と空に                                 | 西岡たかし     | 西岡たかし     | 追田靖識       | ビクター音楽産業 | EP             | SV-6632        |
| 1979年              | B              | 倖せの魔法                               | 西岡たかし     | 西岡たかし     | 追田靖識       | ビクター音楽産業 | EP             | SV-6632        |
| 五つの赤い風船'75   |                |                                          |                |                |                |                  |                |                |
| 1975年7月10日       | A              | ジャンジャン町ぶるうす                   | 西岡たかし     | 西岡たかし     | 西岡たかし     | URC              | EP             | URT-0072       |
| 1975年7月10日       | B              | ある朝こっそり                           | 西岡たかし     | 西岡たかし     | 西岡たかし     | URC              | EP             | URT-0072       |
| 五つの赤い風船'2000 |                |                                          |                |                |                |                  |                |                |
| 2000年8月23日       | 1              | 悲しみが時を刻んでいる                   | 西岡たかし     | 西岡たかし     | 西岡たかし     | ディス・ワン     | CD             | GRDO-26        |
| 2000年8月23日       | 2              | 恋は風に乗って                           | 西岡たかし     | 西岡たかし     | 西岡たかし     | ディス・ワン     | CD             | GRDO-26        |

### アルバム

#### オリジナル・アルバム
| 発売日         | アルバム | レーベル            | 規格             | 規格品番     | 備考                                 |
| -------------- | --- | ------------------- | ---------------- | ------------ | ------------------------------------ |
| 1969年2月      | 高田渡/五つの赤い風船 A面：高田渡 1. 事だよ 2. 現代的だわね 3. 自衛隊に入ろう 4. ブラブラ節 5. しらみの旅 6. あきらめ節 7. 冷やそうよ B面 1. テーマ (オープニング) 2. 恋は風に乗って 3. 二人は 4. 遠い世界に 5. 血まみれの鳩 6. もしもボクの背中に羽根が生えてたら 7. 一つのことば 8. 遠い空の彼方に 9. テーマ (エンディング) | URC                 | LP               | URL-1001     |                                      |
| 1977年         | 高田渡/五つの赤い風船 A面：高田渡 1. 事だよ 2. 現代的だわね 3. 自衛隊に入ろう 4. ブラブラ節 5. しらみの旅 6. あきらめ節 7. 冷やそうよ B面 1. テーマ (オープニング) 2. 恋は風に乗って 3. 二人は 4. 遠い世界に 5. 血まみれの鳩 6. もしもボクの背中に羽根が生えてたら 7. 一つのことば 8. 遠い空の彼方に 9. テーマ (エンディング) | URC                 | LP               | UX-8020      |                                      |
| 1980年         | 高田渡/五つの赤い風船 A面：高田渡 1. 事だよ 2. 現代的だわね 3. 自衛隊に入ろう 4. ブラブラ節 5. しらみの旅 6. あきらめ節 7. 冷やそうよ B面 1. テーマ (オープニング) 2. 恋は風に乗って 3. 二人は 4. 遠い世界に 5. 血まみれの鳩 6. もしもボクの背中に羽根が生えてたら 7. 一つのことば 8. 遠い空の彼方に 9. テーマ (エンディング) | SMS Records         | LP               | SM20-4107    |                                      |
| 1989年7月25日  | 高田渡/五つの赤い風船 A面：高田渡 1. 事だよ 2. 現代的だわね 3. 自衛隊に入ろう 4. ブラブラ節 5. しらみの旅 6. あきらめ節 7. 冷やそうよ B面 1. テーマ (オープニング) 2. 恋は風に乗って 3. 二人は 4. 遠い世界に 5. 血まみれの鳩 6. もしもボクの背中に羽根が生えてたら 7. 一つのことば 8. 遠い空の彼方に 9. テーマ (エンディング) | URC / Kitty         | CD               | H25K25006    |                                      |
| 1995年6月16日  | 高田渡/五つの赤い風船 A面：高田渡 1. 事だよ 2. 現代的だわね 3. 自衛隊に入ろう 4. ブラブラ節 5. しらみの旅 6. あきらめ節 7. 冷やそうよ B面 1. テーマ (オープニング) 2. 恋は風に乗って 3. 二人は 4. 遠い世界に 5. 血まみれの鳩 6. もしもボクの背中に羽根が生えてたら 7. 一つのことば 8. 遠い空の彼方に 9. テーマ (エンディング) | 東芝EMI             | CD               | TOCT-8950    | Q盤Disc                              |
| 1998年9月30日  | 高田渡/五つの赤い風船 A面：高田渡 1. 事だよ 2. 現代的だわね 3. 自衛隊に入ろう 4. ブラブラ節 5. しらみの旅 6. あきらめ節 7. 冷やそうよ B面 1. テーマ (オープニング) 2. 恋は風に乗って 3. 二人は 4. 遠い世界に 5. 血まみれの鳩 6. もしもボクの背中に羽根が生えてたら 7. 一つのことば 8. 遠い空の彼方に 9. テーマ (エンディング) | 東芝EMI             | CD               | TOCT-10463   | URCレーベル30周年記念限定再発シリ-ズ |
| 2005年3月16日  | 高田渡/五つの赤い風船 A面：高田渡 1. 事だよ 2. 現代的だわね 3. 自衛隊に入ろう 4. ブラブラ節 5. しらみの旅 6. あきらめ節 7. 冷やそうよ B面 1. テーマ (オープニング) 2. 恋は風に乗って 3. 二人は 4. 遠い世界に 5. 血まみれの鳩 6. もしもボクの背中に羽根が生えてたら 7. 一つのことば 8. 遠い空の彼方に 9. テーマ (エンディング) | Avex Io             | CD               | IOCD-40090   | URCマスターピース·シリーズ           |
| 2005年12月7日  | 高田渡/五つの赤い風船 A面：高田渡 1. 事だよ 2. 現代的だわね 3. 自衛隊に入ろう 4. ブラブラ節 5. しらみの旅 6. あきらめ節 7. 冷やそうよ B面 1. テーマ (オープニング) 2. 恋は風に乗って 3. 二人は 4. 遠い世界に 5. 血まみれの鳩 6. もしもボクの背中に羽根が生えてたら 7. 一つのことば 8. 遠い空の彼方に 9. テーマ (エンディング) | Avex Io             | CD（でかジャケ） | IOCD-40098   |                                      |
| 2009年5月20日  | 高田渡/五つの赤い風船 A面：高田渡 1. 事だよ 2. 現代的だわね 3. 自衛隊に入ろう 4. ブラブラ節 5. しらみの旅 6. あきらめ節 7. 冷やそうよ B面 1. テーマ (オープニング) 2. 恋は風に乗って 3. 二人は 4. 遠い世界に 5. 血まみれの鳩 6. もしもボクの背中に羽根が生えてたら 7. 一つのことば 8. 遠い空の彼方に 9. テーマ (エンディング) | Pony Canyon         | CD               | PCCA-50121   |                                      |
| 2020年2月19日  | 高田渡/五つの赤い風船 A面：高田渡 1. 事だよ 2. 現代的だわね 3. 自衛隊に入ろう 4. ブラブラ節 5. しらみの旅 6. あきらめ節 7. 冷やそうよ B面 1. テーマ (オープニング) 2. 恋は風に乗って 3. 二人は 4. 遠い世界に 5. 血まみれの鳩 6. もしもボクの背中に羽根が生えてたら 7. 一つのことば 8. 遠い空の彼方に 9. テーマ (エンディング) | Pony Canyon         | CD               | PCCA-04916   |                                      |
| 2023年6月21日  | 高田渡/五つの赤い風船 A面：高田渡 1. 事だよ 2. 現代的だわね 3. 自衛隊に入ろう 4. ブラブラ節 5. しらみの旅 6. あきらめ節 7. 冷やそうよ B面 1. テーマ (オープニング) 2. 恋は風に乗って 3. 二人は 4. 遠い世界に 5. 血まみれの鳩 6. もしもボクの背中に羽根が生えてたら 7. 一つのことば 8. 遠い空の彼方に 9. テーマ (エンディング) | Sony Music Direct   | Blu-spec CD2     | MHCL-30838   |                                      |
| 1969年8月      | おとぎばなし A面 1. 私は深い海にしずんだ魚 2. 青い空の彼方から 3. 貝殻節 4. めし屋 5. 一滴の水 6. まぼろしのつばさと共に B面 1. 叫び 2. 時計 3. まるで洪水のように 4. 母の生まれた街 5. おとぎ話をききたいの 6. 唄 | URC                 | LP               | URL-1008     |                                      |
| 1976年         | おとぎばなし A面 1. 私は深い海にしずんだ魚 2. 青い空の彼方から 3. 貝殻節 4. めし屋 5. 一滴の水 6. まぼろしのつばさと共に B面 1. 叫び 2. 時計 3. まるで洪水のように 4. 母の生まれた街 5. おとぎ話をききたいの 6. 唄 | URC                 | LP               | UX-8002      |                                      |
| 1980年         | おとぎばなし A面 1. 私は深い海にしずんだ魚 2. 青い空の彼方から 3. 貝殻節 4. めし屋 5. 一滴の水 6. まぼろしのつばさと共に B面 1. 叫び 2. 時計 3. まるで洪水のように 4. 母の生まれた街 5. おとぎ話をききたいの 6. 唄 | SMS Records         | LP               | SM20-4108    |                                      |
| 1989年8月25日  | おとぎばなし A面 1. 私は深い海にしずんだ魚 2. 青い空の彼方から 3. 貝殻節 4. めし屋 5. 一滴の水 6. まぼろしのつばさと共に B面 1. 叫び 2. 時計 3. まるで洪水のように 4. 母の生まれた街 5. おとぎ話をききたいの 6. 唄 | URC / Kitty         | CD               | H20K25018    |                                      |
| 1995年6月16日  | おとぎばなし A面 1. 私は深い海にしずんだ魚 2. 青い空の彼方から 3. 貝殻節 4. めし屋 5. 一滴の水 6. まぼろしのつばさと共に B面 1. 叫び 2. 時計 3. まるで洪水のように 4. 母の生まれた街 5. おとぎ話をききたいの 6. 唄 | 東芝EMI             | CD               | TOCT-8951    | Q盤Disc                              |
| 2014年10月29日 | おとぎばなし A面 1. 私は深い海にしずんだ魚 2. 青い空の彼方から 3. 貝殻節 4. めし屋 5. 一滴の水 6. まぼろしのつばさと共に B面 1. 叫び 2. 時計 3. まるで洪水のように 4. 母の生まれた街 5. おとぎ話をききたいの 6. 唄 | Greenwood Records   | HQCD             | GRCL-6042    |                                      |
| 2023年8月23日  | おとぎばなし A面 1. 私は深い海にしずんだ魚 2. 青い空の彼方から 3. 貝殻節 4. めし屋 5. 一滴の水 6. まぼろしのつばさと共に B面 1. 叫び 2. 時計 3. まるで洪水のように 4. 母の生まれた街 5. おとぎ話をききたいの 6. 唄 | Sony Music Direct   | Blu-spec CD2     | MHCL-30873   |                                      |
| 1970年3月1日   | 巫OLK脱出計画 A面 1. ＃-い ×○△×× 2. てるてる坊主 3. 小さな夢 4. 一度だけでも 5. あるいて歩いて 6. ささ舟 7. どこかの星に伝えて下さい 8. 私の宝もの 9. いやなんです B面 1. これがボクらの道なのか 2. バカなうた 3. 信者の唄 4. 時は変ってしまった 5. プレゼント 6. 殺してしまおう 7. 巫OLK脱出計画 8. ＃-ろ ××△○× | URC                 | LP               | URL-1013     |                                      |
| 1976年         | 巫OLK脱出計画 A面 1. ＃-い ×○△×× 2. てるてる坊主 3. 小さな夢 4. 一度だけでも 5. あるいて歩いて 6. ささ舟 7. どこかの星に伝えて下さい 8. 私の宝もの 9. いやなんです B面 1. これがボクらの道なのか 2. バカなうた 3. 信者の唄 4. 時は変ってしまった 5. プレゼント 6. 殺してしまおう 7. 巫OLK脱出計画 8. ＃-ろ ××△○× | URC                 | LP               | UX-8019      |                                      |
| 1980年         | 巫OLK脱出計画 A面 1. ＃-い ×○△×× 2. てるてる坊主 3. 小さな夢 4. 一度だけでも 5. あるいて歩いて 6. ささ舟 7. どこかの星に伝えて下さい 8. 私の宝もの 9. いやなんです B面 1. これがボクらの道なのか 2. バカなうた 3. 信者の唄 4. 時は変ってしまった 5. プレゼント 6. 殺してしまおう 7. 巫OLK脱出計画 8. ＃-ろ ××△○× | SMS Records         | LP               | SM20-4109    |                                      |
| 1989年8月25日  | 巫OLK脱出計画 A面 1. ＃-い ×○△×× 2. てるてる坊主 3. 小さな夢 4. 一度だけでも 5. あるいて歩いて 6. ささ舟 7. どこかの星に伝えて下さい 8. 私の宝もの 9. いやなんです B面 1. これがボクらの道なのか 2. バカなうた 3. 信者の唄 4. 時は変ってしまった 5. プレゼント 6. 殺してしまおう 7. 巫OLK脱出計画 8. ＃-ろ ××△○× | URC / Kitty         | CD               | H20K25019    |                                      |
| 1995年6月16日  | 巫OLK脱出計画 A面 1. ＃-い ×○△×× 2. てるてる坊主 3. 小さな夢 4. 一度だけでも 5. あるいて歩いて 6. ささ舟 7. どこかの星に伝えて下さい 8. 私の宝もの 9. いやなんです B面 1. これがボクらの道なのか 2. バカなうた 3. 信者の唄 4. 時は変ってしまった 5. プレゼント 6. 殺してしまおう 7. 巫OLK脱出計画 8. ＃-ろ ××△○× | 東芝EMI             | CD               | TOCT-8952    | Q盤Disc                              |
| 2014年10月29日 | 巫OLK脱出計画 A面 1. ＃-い ×○△×× 2. てるてる坊主 3. 小さな夢 4. 一度だけでも 5. あるいて歩いて 6. ささ舟 7. どこかの星に伝えて下さい 8. 私の宝もの 9. いやなんです B面 1. これがボクらの道なのか 2. バカなうた 3. 信者の唄 4. 時は変ってしまった 5. プレゼント 6. 殺してしまおう 7. 巫OLK脱出計画 8. ＃-ろ ××△○× | Greenwood Records   | HQCD             | GRCL-6043    |                                      |
| 1971年7月      | New Sky (アルバム第5集 Part 1) A面 1. 時々それは（23:10） B面 1. 私は地の果てまで（6:02） 2. ボクは愛など知らないし（7:52） 3. たまには一度は（4:38） 4. 私は広い海に出る（4:39） | URC                 | LP               | URG-4006     |                                      |
| 1989年10月25日 | New Sky (アルバム第5集 Part 1) A面 1. 時々それは（23:10） B面 1. 私は地の果てまで（6:02） 2. ボクは愛など知らないし（7:52） 3. たまには一度は（4:38） 4. 私は広い海に出る（4:39） | URC / Kitty         | CD               | H20K25038    |                                      |
| 1995年6月16日  | New Sky (アルバム第5集 Part 1) A面 1. 時々それは（23:10） B面 1. 私は地の果てまで（6:02） 2. ボクは愛など知らないし（7:52） 3. たまには一度は（4:38） 4. 私は広い海に出る（4:39） | 東芝EMI             | CD               | TOCT-9295    | Q盤Disc                              |
| 2014年10月29日 | New Sky (アルバム第5集 Part 1) A面 1. 時々それは（23:10） B面 1. 私は地の果てまで（6:02） 2. ボクは愛など知らないし（7:52） 3. たまには一度は（4:38） 4. 私は広い海に出る（4:39） | Greenwood Records   | HQCD             | GRCL-6045    | 「New Sky」「Flight」2枚組           |
| 1971年7月      | Flight (アルバム第5集 Part 2) A面 1. ボクは風 2. そんな気が… 3. つまらない… 4. 小石をけってみよう 5. ふる里の言葉は B面 1. 風がなにかを 2. 同じ穴のなんとかさ！ 3. めめずはん 4. キリンさん 5. 淋しいサイの目 6. さァ、これでやっと | URC                 | LP               | URG-4007     |                                      |
| 1989年10月25日 | Flight (アルバム第5集 Part 2) A面 1. ボクは風 2. そんな気が… 3. つまらない… 4. 小石をけってみよう 5. ふる里の言葉は B面 1. 風がなにかを 2. 同じ穴のなんとかさ！ 3. めめずはん 4. キリンさん 5. 淋しいサイの目 6. さァ、これでやっと | URC / Kitty         | CD               | H20K25039    |                                      |
| 1995年6月16日  | Flight (アルバム第5集 Part 2) A面 1. ボクは風 2. そんな気が… 3. つまらない… 4. 小石をけってみよう 5. ふる里の言葉は B面 1. 風がなにかを 2. 同じ穴のなんとかさ！ 3. めめずはん 4. キリンさん 5. 淋しいサイの目 6. さァ、これでやっと | 東芝EMI             | CD               | TOCT-8953    | Q盤Disc                              |
| 2014年10月29日 | Flight (アルバム第5集 Part 2) A面 1. ボクは風 2. そんな気が… 3. つまらない… 4. 小石をけってみよう 5. ふる里の言葉は B面 1. 風がなにかを 2. 同じ穴のなんとかさ！ 3. めめずはん 4. キリンさん 5. 淋しいサイの目 6. さァ、これでやっと | Greenwood Records   | HQCD             | GRCL-6045    | 「New Sky」「Flight」2枚組           |
| 1972年5月      | ボクは広野に一人居る Disc1：アメリカ スタジオ録音 A面 1. ボクは広野に一人居る（4:00） 2. 母の生れた街（6:23） 3. えんだん（3:30） 4. これがボクらの道なのか（2:55） 5. 小さな夢（2:18） 6. まぼろしの翼とともに（3:08） B面 1. どこかの星に伝えて下さい（3:38） 2. もしもボクの背中に羽根が生えてたら（1:10） 3. 血まみれの鳩（5:44） 4. てるてる坊主（2:12） 5. 遠い世界に（4:05） 6. ボーン・アゲイン（3:58） Disc2：アメリカにおけるコンサートとおしゃべり A面 1. まぼろしの翼とともに 2. 一番星見つけた 3. まるで洪水のように B面 1. 同じ穴のなんとかさ 2. 殺してしまおう 3. 風がなにかを… 4. これがボクらの道なのか | URC                 | LP               | URL-1026/27  |                                      |
| 1977年         | ボクは広野に一人居る Disc1：アメリカ スタジオ録音 A面 1. ボクは広野に一人居る（4:00） 2. 母の生れた街（6:23） 3. えんだん（3:30） 4. これがボクらの道なのか（2:55） 5. 小さな夢（2:18） 6. まぼろしの翼とともに（3:08） B面 1. どこかの星に伝えて下さい（3:38） 2. もしもボクの背中に羽根が生えてたら（1:10） 3. 血まみれの鳩（5:44） 4. てるてる坊主（2:12） 5. 遠い世界に（4:05） 6. ボーン・アゲイン（3:58） Disc2：アメリカにおけるコンサートとおしゃべり A面 1. まぼろしの翼とともに 2. 一番星見つけた 3. まるで洪水のように B面 1. 同じ穴のなんとかさ 2. 殺してしまおう 3. 風がなにかを… 4. これがボクらの道なのか | URC                 | LP               | UX-6009-10   |                                      |
| 1980年         | ボクは広野に一人居る Disc1：アメリカ スタジオ録音 A面 1. ボクは広野に一人居る（4:00） 2. 母の生れた街（6:23） 3. えんだん（3:30） 4. これがボクらの道なのか（2:55） 5. 小さな夢（2:18） 6. まぼろしの翼とともに（3:08） B面 1. どこかの星に伝えて下さい（3:38） 2. もしもボクの背中に羽根が生えてたら（1:10） 3. 血まみれの鳩（5:44） 4. てるてる坊主（2:12） 5. 遠い世界に（4:05） 6. ボーン・アゲイン（3:58） Disc2：アメリカにおけるコンサートとおしゃべり A面 1. まぼろしの翼とともに 2. 一番星見つけた 3. まるで洪水のように B面 1. 同じ穴のなんとかさ 2. 殺してしまおう 3. 風がなにかを… 4. これがボクらの道なのか | SMS Records         | LP               | SM36-4115~16 |                                      |
| 2003年12月10日 | ボクは広野に一人居る Disc1：アメリカ スタジオ録音 A面 1. ボクは広野に一人居る（4:00） 2. 母の生れた街（6:23） 3. えんだん（3:30） 4. これがボクらの道なのか（2:55） 5. 小さな夢（2:18） 6. まぼろしの翼とともに（3:08） B面 1. どこかの星に伝えて下さい（3:38） 2. もしもボクの背中に羽根が生えてたら（1:10） 3. 血まみれの鳩（5:44） 4. てるてる坊主（2:12） 5. 遠い世界に（4:05） 6. ボーン・アゲイン（3:58） Disc2：アメリカにおけるコンサートとおしゃべり A面 1. まぼろしの翼とともに 2. 一番星見つけた 3. まるで洪水のように B面 1. 同じ穴のなんとかさ 2. 殺してしまおう 3. 風がなにかを… 4. これがボクらの道なのか | Avex Io             | CD               | IOCD-41029   |                                      |
| 1975年8月      | 五つの赤い風船'75 A面 1. テーマ 2. すぷりんぐ・そんぐ 3. ジャンジャン町ぶるうす 4. ところが僕は 5. 君の街 6. 誰かがお前を待っている B面 1. ある朝こっそり 2. 北国の女の子に 3. ヘンリーベンデルの店 4. 僕は羽根のように 5. 昨日・今日・明日 6. テーマ | URC                 | LP               | URG-4024     |                                      |
| 2003年10月15日 | 五つの赤い風船'75 A面 1. テーマ 2. すぷりんぐ・そんぐ 3. ジャンジャン町ぶるうす 4. ところが僕は 5. 君の街 6. 誰かがお前を待っている B面 1. ある朝こっそり 2. 北国の女の子に 3. ヘンリーベンデルの店 4. 僕は羽根のように 5. 昨日・今日・明日 6. テーマ | Avex Io             | CD               | ICCI-41013   | URC復刻シリーズ                      |
| 2017年12月27日 | 五つの赤い風船'75 A面 1. テーマ 2. すぷりんぐ・そんぐ 3. ジャンジャン町ぶるうす 4. ところが僕は 5. 君の街 6. 誰かがお前を待っている B面 1. ある朝こっそり 2. 北国の女の子に 3. ヘンリーベンデルの店 4. 僕は羽根のように 5. 昨日・今日・明日 6. テーマ | Greenwood Records   | UHQCD            | GRCL-6077    |                                      |
| 2000年2月23日  | 五つの赤い風船2000 1. 風がなにかを 2. 恋は風に乗って 3. 遠い空の彼方に 4. 時計 5. 上野市 6. そんな気が・・・ 7. うろこ雲の絵 8. まぼろしのつばさと共に 9. 血まみれの鳩 10. 悲しみが時を刻んでいる 11. 遠い世界に | Gauss Entertainment | CD               | GRCE-2004    |                                      |
| 2001年5月25日  | その先の言葉 1. Theme Of Red Balloon 2. ささ舟 3. 儚ないまでの悦楽を 4. 君が好きなんだから！ 5. 少年のように 6. 二人は 7. まるで洪水のように 8. 心の中に 9. 出逢いたいね！ 10. 吹き出してたり！ 11. その先の言葉 12. Theme Of Red Balloon (Reprise) | Roots Music         | CD               | ESD-001      |                                      |
| 2004年3月23日  | これがボクらの道なのか 1. 青い空の彼方から 2. ふる里の言葉は 3. えんだん 4. おとぎばなしを聞きたいの 5. 軽く頑張って 6. 君がやって来る 7. 夕涼み 8. 君のひとみの歌 9. 渡り鳥よ 10. これがボクらの道なのか | Roots Music         | CD               | ESD-008      |                                      |

#### ライブアルバム
| 発売日         | アルバム | レーベル          | 規格 | 規格品番      | 備考                     |
| -------------- | --- | ----------------- | ---- | ------------- | ------------------------ |
| 1970年8月1日   | 五つの赤い風船 インコンサート A面 1. これがボクらの道なのか（2:06） 2. 遠い世界に（8:20） 3. まぼろしのツバサと共に（3:12） 4. もしも僕の背中に羽根が生えてたら（1:55） 5. いやなんです（1:11） 6. 夢みる女の子（1:16） 7. 一番星見つけた（2:49） 8. 遠い空の彼方に（1:11） B面 1. からっぽの世界（5:30） 2. 母の生まれた街（7:17） 3. 血まみれの鳩（6:15） 4. 唄（2:54） | URC               | LP   | URG-4002      |                          |
| 1976年         | 五つの赤い風船 インコンサート A面 1. これがボクらの道なのか（2:06） 2. 遠い世界に（8:20） 3. まぼろしのツバサと共に（3:12） 4. もしも僕の背中に羽根が生えてたら（1:55） 5. いやなんです（1:11） 6. 夢みる女の子（1:16） 7. 一番星見つけた（2:49） 8. 遠い空の彼方に（1:11） B面 1. からっぽの世界（5:30） 2. 母の生まれた街（7:17） 3. 血まみれの鳩（6:15） 4. 唄（2:54） | URC               | LP   | UX-8011       |                          |
| 1980年         | 五つの赤い風船 インコンサート A面 1. これがボクらの道なのか（2:06） 2. 遠い世界に（8:20） 3. まぼろしのツバサと共に（3:12） 4. もしも僕の背中に羽根が生えてたら（1:55） 5. いやなんです（1:11） 6. 夢みる女の子（1:16） 7. 一番星見つけた（2:49） 8. 遠い空の彼方に（1:11） B面 1. からっぽの世界（5:30） 2. 母の生まれた街（7:17） 3. 血まみれの鳩（6:15） 4. 唄（2:54） | SMS Records       | LP   | SM20-4110     |                          |
| 1980年         | 五つの赤い風船 インコンサート A面 1. これがボクらの道なのか（2:06） 2. 遠い世界に（8:20） 3. まぼろしのツバサと共に（3:12） 4. もしも僕の背中に羽根が生えてたら（1:55） 5. いやなんです（1:11） 6. 夢みる女の子（1:16） 7. 一番星見つけた（2:49） 8. 遠い空の彼方に（1:11） B面 1. からっぽの世界（5:30） 2. 母の生まれた街（7:17） 3. 血まみれの鳩（6:15） 4. 唄（2:54） | SMS Records       | CT   | CM20-4110     |                          |
| 2014年10月29日 | 五つの赤い風船 インコンサート A面 1. これがボクらの道なのか（2:06） 2. 遠い世界に（8:20） 3. まぼろしのツバサと共に（3:12） 4. もしも僕の背中に羽根が生えてたら（1:55） 5. いやなんです（1:11） 6. 夢みる女の子（1:16） 7. 一番星見つけた（2:49） 8. 遠い空の彼方に（1:11） B面 1. からっぽの世界（5:30） 2. 母の生まれた街（7:17） 3. 血まみれの鳩（6:15） 4. 唄（2:54） | Greenwood Records | HQCD | GRCL-6044     |                          |
| 1972年10月25日 | ゲームは終わり(解散記念実況盤) A面 1. 私は地の果てまで 2. ふる里の言葉は 3. 美しいものは B面 1. そんな気が 2. まぼろしの翼とともに 3. ささ舟 4. もしもボクの背中に羽根がはえてたら 5. 殺してしまおう C面 1. おとぎ話を聞きたいの 2. どこかの星に伝えて下さい 3. 血まみれの鳩 D面 1. ボクは風 2. 遠い世界に 3. これがボクらの道なのか 4. あいさつ（山本コータロー） E面 1. 吉祥寺（斉藤哲夫とアーリータイムス・ストリングスバンド） 2. その気になれば（中川イサト） 3. こがらし・えれじい （加川良、西岡たかし） 4. 追放の歌（IMOバンド） F面 1. ランブリングボーイ（岡林信康、西岡たかし、加藤和彦、中川イサト、長野隆） 2. アイシャルビーリリースト（岡林信康、西岡たかし、加藤和彦、中川イサト、長野隆） 3. 時は変ってしまった 4. 遠い世界に 5. これがボクらの道なのか | URC               | LP   | URL-1028~30   |                          |
| 1980年         | ゲームは終わり(解散記念実況盤) A面 1. 私は地の果てまで 2. ふる里の言葉は 3. 美しいものは B面 1. そんな気が 2. まぼろしの翼とともに 3. ささ舟 4. もしもボクの背中に羽根がはえてたら 5. 殺してしまおう C面 1. おとぎ話を聞きたいの 2. どこかの星に伝えて下さい 3. 血まみれの鳩 D面 1. ボクは風 2. 遠い世界に 3. これがボクらの道なのか 4. あいさつ（山本コータロー） E面 1. 吉祥寺（斉藤哲夫とアーリータイムス・ストリングスバンド） 2. その気になれば（中川イサト） 3. こがらし・えれじい （加川良、西岡たかし） 4. 追放の歌（IMOバンド） F面 1. ランブリングボーイ（岡林信康、西岡たかし、加藤和彦、中川イサト、長野隆） 2. アイシャルビーリリースト（岡林信康、西岡たかし、加藤和彦、中川イサト、長野隆） 3. 時は変ってしまった 4. 遠い世界に 5. これがボクらの道なのか | SMS Records       | LP   | SM45-4117~9   |                          |
| 1979年2月25日  | 五つの赤い風船ライブ―レッドバルーンメモリアル'70 A面 1. 恋は風に乗って（1:34） 2. これがボクらの道なのか（4:00） 3. 一つの言葉（5:20） 4. まぼろしの翼と共に（3:30） 5. もしもボクの背中に羽根が生えてたら（2:02） 6. 小さな夢（2:11） B面 1. 青い空の彼方から（3:31） 2. おとぎばなしを聞きたいの（6:55） 3. 殺してしまおう（5:30） C面 1. 赤い風船（テーマ）（1:52） 2. 二人は（夕焼に二人は)（1:33） 3. いやなんです（0:13） 4. 貝殻節 Words By – Folk（2:00） 5. 女の子のブルース（1:06） 6. 一番星みつけた（2:42） 7. 遠い空の彼方に（4:32 ） D面 1. 母の生まれた街 Drums [uncredited]（6:46） 2. まるで洪水のように（3:20） 3. 血まみれの鳩（6:25） 4. これがボクらの道なのか～遠い世界に（5:39）                                                                  | SMS Records       | LP   | SM38-4010～11 | 幻のフォークライブ傑作集 |
| 1979年2月25日  | 五つの赤い風船ライブ―レッドバルーンメモリアル'70 A面 1. 恋は風に乗って（1:34） 2. これがボクらの道なのか（4:00） 3. 一つの言葉（5:20） 4. まぼろしの翼と共に（3:30） 5. もしもボクの背中に羽根が生えてたら（2:02） 6. 小さな夢（2:11） B面 1. 青い空の彼方から（3:31） 2. おとぎばなしを聞きたいの（6:55） 3. 殺してしまおう（5:30） C面 1. 赤い風船（テーマ）（1:52） 2. 二人は（夕焼に二人は)（1:33） 3. いやなんです（0:13） 4. 貝殻節 Words By – Folk（2:00） 5. 女の子のブルース（1:06） 6. 一番星みつけた（2:42） 7. 遠い空の彼方に（4:32 ） D面 1. 母の生まれた街 Drums [uncredited]（6:46） 2. まるで洪水のように（3:20） 3. 血まみれの鳩（6:25） 4. これがボクらの道なのか～遠い世界に（5:39）                                                                  | SMS Records       | CT   | CM38-4010     |                          |
| 1979年6月25日  | 五つの赤い風船ライブ 中津川フォークジャンボリー A面 1. これがボクらの道なのか 2. 遠い世界に 3. まぼろしの翼と共に 4. おとぎばなしを聞きたいの 5. どこかの星に伝えてください 6. 殺してしまおう B面 1. 遠い空の彼方に 2. どこかの星に伝えてください 3. 13番街のおもちゃ屋 4. 血まみれの鳩 5. これがボクらの道なのか 6. 遠い世界に | SMS Records       | LP   | SM22-4020     | 幻のフォークライブ傑作集 |
| 1979年11月25日 | '71 五つの赤い風船リサイタル A面 1. 風がなにかを… 2. ふる里の言葉は 3. キリンさん 4. めめずはん 5. 小石をけってみよう 6. これがボクらの道なのか 7. 遠い空の彼方に B面 1. 母の生れた街 2. 殺してしまおう 3. 血まみれの鳩 4. 遠い世界に | SMS Records       | LP   | SM22-4025     | 幻のフォークライブ傑作集 |
| 1979年11月25日 | SING OUT! 五つの赤い風船LIVE'79 A面 1. そんな気が 2. 私は地の果てまで 3. 風が何かを・・・ 4. ボクは風 5. ふる里の言葉は 6. 時計 B面 1. 時は変わってしまった 2. 一つのことば 3. まるで洪水のように 4. まぼろしの翼と共に 5. もしもボクの背中に羽根が生えてたら C面 1. どこかの星に伝えて下さい～おとぎばなしを聞きたいの 2. 殺してしまおう 3. 血まみれの鳩 4. 唄 D面 1. 恋は風に乗って 2. これがボクらの道なのか 3. 遠い世界に 4. 遠い空の彼方に 5. 花と空に・・・ | ビクター音楽産業  | LP   | SJX-8071~72   |                          |
| 1979年11月25日 | SING OUT! 五つの赤い風船LIVE'79 A面 1. そんな気が 2. 私は地の果てまで 3. 風が何かを・・・ 4. ボクは風 5. ふる里の言葉は 6. 時計 B面 1. 時は変わってしまった 2. 一つのことば 3. まるで洪水のように 4. まぼろしの翼と共に 5. もしもボクの背中に羽根が生えてたら C面 1. どこかの星に伝えて下さい～おとぎばなしを聞きたいの 2. 殺してしまおう 3. 血まみれの鳩 4. 唄 D面 1. 恋は風に乗って 2. これがボクらの道なのか 3. 遠い世界に 4. 遠い空の彼方に 5. 花と空に・・・ | ビクター音楽産業  | CT   | VCH-3590      |                          |
| 2015年8月31日  | ゲームは終わり 解散記念実況盤 [完全版] | Greenwood Records | HQCD | GRCL-6047-52  |                          |

#### ベストアルバム
| 発売日        | アルバム | レーベル                   | 規格 | 規格品番     | 備考                       |
| ------------- | --- | -------------------------- | ---- | ------------ | -------------------------- |
| 1969年11月5日 | フォーク・アルバム第一集 | ビクター音楽産業           | LP   | SJV-430      |                            |
| 1971年7月5日  | フォーク・アルバム第一集 | ビクター音楽産業           | LP   | SF-1003      |                            |
| 1975年11月    | フォーク・アルバム第一集 | ビクター音楽産業           | LP   | SF-10003     |                            |
| 1995年7月5日  | フォーク・アルバム第一集 | ビクターエンタテインメント | CD   | VICL-18214   |                            |
| 1971年2月5日  | フォーク・アルバム第二集 | ビクター音楽産業           | LP   | SJV-491      |                            |
| 1971年7月5日  | フォーク・アルバム第二集 | ビクター音楽産業           | LP   | SF-1004      |                            |
| 1975年11月    | フォーク・アルバム第二集 | ビクター音楽産業           | LP   | SF-10004     |                            |
| 1995年7月5日  | フォーク・アルバム第二集 | ビクターエンタテインメント | CD   | VICL-18215   |                            |
| 1972年1月     | Monument A面 1. 血まみれの鳩（5:54） 2. 風がなにかを…（3:50） 3. 恋は風に乗って（2:23） 4. 遠い世界に（4:05） 5. もしもボクの背中に羽根が生えてたら（2:09） 6. 遠い空の彼方に（5:45） 7. まぼろしのつばさと共に（2:58） B面 1. ふる里の言葉は（4:13） 2. おとぎばなしを聞きたいの（5:39） 3. ささ舟（2:26） 4. そんな気が…（4:23） 5. 貝殻節（4:28） 6. 一番星みつけた（2:29） 7. これがボクらの道なのか（2:44） C面 1. ボクは愛など知らないし（7:53） 2. 私は地の果てまで（6:06） 3. 小さな花が道ばたに（3:44） 4. 唄（3:48） 5. 時は変ってしまった（3:05） D面 1. 母の生れた街（7:26） 2. 青い空の彼方から（2:48） 3. 小石をけってみよう（2:47） 4. あるいて歩いて（1:32） 5. 私の唄（3:07） 6. ボクは風（3:35） 7. 殺してしまおう（5:03） | URC                        | LP   | URL-1023/04  |                            |
| 1976年        | Monument A面 1. 血まみれの鳩（5:54） 2. 風がなにかを…（3:50） 3. 恋は風に乗って（2:23） 4. 遠い世界に（4:05） 5. もしもボクの背中に羽根が生えてたら（2:09） 6. 遠い空の彼方に（5:45） 7. まぼろしのつばさと共に（2:58） B面 1. ふる里の言葉は（4:13） 2. おとぎばなしを聞きたいの（5:39） 3. ささ舟（2:26） 4. そんな気が…（4:23） 5. 貝殻節（4:28） 6. 一番星みつけた（2:29） 7. これがボクらの道なのか（2:44） C面 1. ボクは愛など知らないし（7:53） 2. 私は地の果てまで（6:06） 3. 小さな花が道ばたに（3:44） 4. 唄（3:48） 5. 時は変ってしまった（3:05） D面 1. 母の生れた街（7:26） 2. 青い空の彼方から（2:48） 3. 小石をけってみよう（2:47） 4. あるいて歩いて（1:32） 5. 私の唄（3:07） 6. ボクは風（3:35） 7. 殺してしまおう（5:03） | URC                        | LP   | UX-6001/02   |                            |
| 1989年7月25日 | Monument A面 1. 血まみれの鳩（5:54） 2. 風がなにかを…（3:50） 3. 恋は風に乗って（2:23） 4. 遠い世界に（4:05） 5. もしもボクの背中に羽根が生えてたら（2:09） 6. 遠い空の彼方に（5:45） 7. まぼろしのつばさと共に（2:58） B面 1. ふる里の言葉は（4:13） 2. おとぎばなしを聞きたいの（5:39） 3. ささ舟（2:26） 4. そんな気が…（4:23） 5. 貝殻節（4:28） 6. 一番星みつけた（2:29） 7. これがボクらの道なのか（2:44） C面 1. ボクは愛など知らないし（7:53） 2. 私は地の果てまで（6:06） 3. 小さな花が道ばたに（3:44） 4. 唄（3:48） 5. 時は変ってしまった（3:05） D面 1. 母の生れた街（7:26） 2. 青い空の彼方から（2:48） 3. 小石をけってみよう（2:47） 4. あるいて歩いて（1:32） 5. 私の唄（3:07） 6. ボクは風（3:35） 7. 殺してしまおう（5:03） | URC / Kitty                | CD   | H35K25007/08 |                            |
| 2002年9月11日 | Monument A面 1. 血まみれの鳩（5:54） 2. 風がなにかを…（3:50） 3. 恋は風に乗って（2:23） 4. 遠い世界に（4:05） 5. もしもボクの背中に羽根が生えてたら（2:09） 6. 遠い空の彼方に（5:45） 7. まぼろしのつばさと共に（2:58） B面 1. ふる里の言葉は（4:13） 2. おとぎばなしを聞きたいの（5:39） 3. ささ舟（2:26） 4. そんな気が…（4:23） 5. 貝殻節（4:28） 6. 一番星みつけた（2:29） 7. これがボクらの道なのか（2:44） C面 1. ボクは愛など知らないし（7:53） 2. 私は地の果てまで（6:06） 3. 小さな花が道ばたに（3:44） 4. 唄（3:48） 5. 時は変ってしまった（3:05） D面 1. 母の生れた街（7:26） 2. 青い空の彼方から（2:48） 3. 小石をけってみよう（2:47） 4. あるいて歩いて（1:32） 5. 私の唄（3:07） 6. ボクは風（3:35） 7. 殺してしまおう（5:03） | Avex Io                    | CD   | IOCD-40018   | URC復刻シリーズ            |
| 2005年3月16日 | Monument A面 1. 血まみれの鳩（5:54） 2. 風がなにかを…（3:50） 3. 恋は風に乗って（2:23） 4. 遠い世界に（4:05） 5. もしもボクの背中に羽根が生えてたら（2:09） 6. 遠い空の彼方に（5:45） 7. まぼろしのつばさと共に（2:58） B面 1. ふる里の言葉は（4:13） 2. おとぎばなしを聞きたいの（5:39） 3. ささ舟（2:26） 4. そんな気が…（4:23） 5. 貝殻節（4:28） 6. 一番星みつけた（2:29） 7. これがボクらの道なのか（2:44） C面 1. ボクは愛など知らないし（7:53） 2. 私は地の果てまで（6:06） 3. 小さな花が道ばたに（3:44） 4. 唄（3:48） 5. 時は変ってしまった（3:05） D面 1. 母の生れた街（7:26） 2. 青い空の彼方から（2:48） 3. 小石をけってみよう（2:47） 4. あるいて歩いて（1:32） 5. 私の唄（3:07） 6. ボクは風（3:35） 7. 殺してしまおう（5:03） | Avex Io                    | CD   | IOCD-40091~2 | URCマスターピース·シリーズ |
| 2009年5月20日 | Monument A面 1. 血まみれの鳩（5:54） 2. 風がなにかを…（3:50） 3. 恋は風に乗って（2:23） 4. 遠い世界に（4:05） 5. もしもボクの背中に羽根が生えてたら（2:09） 6. 遠い空の彼方に（5:45） 7. まぼろしのつばさと共に（2:58） B面 1. ふる里の言葉は（4:13） 2. おとぎばなしを聞きたいの（5:39） 3. ささ舟（2:26） 4. そんな気が…（4:23） 5. 貝殻節（4:28） 6. 一番星みつけた（2:29） 7. これがボクらの道なのか（2:44） C面 1. ボクは愛など知らないし（7:53） 2. 私は地の果てまで（6:06） 3. 小さな花が道ばたに（3:44） 4. 唄（3:48） 5. 時は変ってしまった（3:05） D面 1. 母の生れた街（7:26） 2. 青い空の彼方から（2:48） 3. 小石をけってみよう（2:47） 4. あるいて歩いて（1:32） 5. 私の唄（3:07） 6. ボクは風（3:35） 7. 殺してしまおう（5:03） | Pony Canyon                | HQCD | PCCA-50122   |                            |
| 2020年3月18日 | Monument A面 1. 血まみれの鳩（5:54） 2. 風がなにかを…（3:50） 3. 恋は風に乗って（2:23） 4. 遠い世界に（4:05） 5. もしもボクの背中に羽根が生えてたら（2:09） 6. 遠い空の彼方に（5:45） 7. まぼろしのつばさと共に（2:58） B面 1. ふる里の言葉は（4:13） 2. おとぎばなしを聞きたいの（5:39） 3. ささ舟（2:26） 4. そんな気が…（4:23） 5. 貝殻節（4:28） 6. 一番星みつけた（2:29） 7. これがボクらの道なのか（2:44） C面 1. ボクは愛など知らないし（7:53） 2. 私は地の果てまで（6:06） 3. 小さな花が道ばたに（3:44） 4. 唄（3:48） 5. 時は変ってしまった（3:05） D面 1. 母の生れた街（7:26） 2. 青い空の彼方から（2:48） 3. 小石をけってみよう（2:47） 4. あるいて歩いて（1:32） 5. 私の唄（3:07） 6. ボクは風（3:35） 7. 殺してしまおう（5:03） | Pony Canyon                | CD   | PCCA-04929   |                            |

### 企画物
| 発売日         | アルバム | レーベル                   | 規格    | 規格品番   | 備考         |
| -------------- | --- | -------------------------- | ------- | ---------- | ------------ |
| 1972年5月25日  | 五つの赤い風船 – In U.S.A. A面 1. 母の生まれた街 2. もしもボクの背中に羽根が生えていたら 3. まぼろしのつばさと共に 4. ぼくは広野に 5. てるてる坊主 6. これがボクらの道なのか B面 1. ふる里の言葉は 2. 貝殻節 3. おとぎ話を聞きたいの 4. 同じ穴のなんとかさ 5. 風が何かを                                                                             | ビクター音楽産業           | LP      | SF-1026    |              |
| 1972年5月25日  | 五つの赤い風船 – In U.S.A. A面 1. 母の生まれた街 2. もしもボクの背中に羽根が生えていたら 3. まぼろしのつばさと共に 4. ぼくは広野に 5. てるてる坊主 6. これがボクらの道なのか B面 1. ふる里の言葉は 2. 貝殻節 3. おとぎ話を聞きたいの 4. 同じ穴のなんとかさ 5. 風が何かを                                                                             | ビクター音楽産業           | CT      | HOT-1003   |              |
| 2006年10月25日 | 五つの赤い風船 – In U.S.A. A面 1. 母の生まれた街 2. もしもボクの背中に羽根が生えていたら 3. まぼろしのつばさと共に 4. ぼくは広野に 5. てるてる坊主 6. これがボクらの道なのか B面 1. ふる里の言葉は 2. 貝殻節 3. おとぎ話を聞きたいの 4. 同じ穴のなんとかさ 5. 風が何かを                                                                             | ビクターエンタテインメント | CD      | VICL-62157 |              |
| 1972年7月25日  | ロサンゼルスの五つの赤い風船 A面 1. 母の生まれた街 2. もしもボクの背中に羽根が生えていたら 3. ボクは広野に 4. まぼろしの翼と共に 5. これがボクらの道なのか B面 1. 遠い世界に 2. てるてる坊主 3. 一つの言葉 4. 血まみれの鳩 5. 小さな夢 | ビクター音楽産業           | LP      | CD4B-5027  |              |
| 2007年5月3日   | 「五つの赤い風船」と仲間たち 1. 風に吹かれてみようか 2. 遠い世界に 3. 風は心に 4. 虹の架け橋 5. ばっかり 6. どこまでも飛ぶ 7. 缶ケリ 8. ぬくもり 9. 恋は時のいたずら 10. 心・静かに | 徳間ジャパン               | CD      | TKCA-73182 |              |
| 2014年10月29日 | URCコレクション1969-1971 CD-BOX 1. 五つの赤い風船〈アルバム第一集〉 - 「高田渡/五つの赤い風船」から五つの赤い風船の楽曲のみを収録したスペシャル・ヴァージョン 2. おとぎばなし〈アルバム第二集〉 3. 巫OLK 脱出計画〈アルバム第三集〉 4. イン・コンサート〈アルバム第四集） 5. New Sky・Flight〈アルバム第五集〉 6. URC 未発表ライヴ集〈特典ディスク〉 | Greenwood Records          | HQCD+CD | GRCL-9001  | リマスター版 |

### 映像ソフト
| 発売日         | タイトル                                                                 | レーベル      | 規格 | 規格品番  | 備考 |
| -------------- | ------------------------------------------------------------------------ | ------------- | ---- | --------- | ---- |
| 2000年10月25日 | 五つの赤い風船 コンサ-ト2000                                             | CROWN BOOKS   | VHS  | GRVO-2    |      |
| 2003年9月10日  | ROOTS MUSIC DVD COLLECTION Vol.1 五つの赤い風船                          | 第一興商      | DVD  | DVDK-001  |      |
| 2008年6月27日  | ROOTS MUSIC DVD COLLECTION Vol.18 五つの赤い風船～結成40周年コンサート～ | SPICE RECORDS | DVD  | DVDK-018  |      |
| 2011年5月18日  | ゲームは終わり                                                           | ビタミン      | DVD  | VDCA-3012 |      |